# Angrec de Cordemoy
Angraecum cordemoyi
Espèce
Statut CITES
L'angrec de Cordemoy (Angraecum cordemoyi) est une espèce de plante de la famille des orchidées. Elle est endémique de l'île de La Réunion, département d'outre-mer français dans le sud-ouest de l'océan Indien.